# 卡拉棉群島

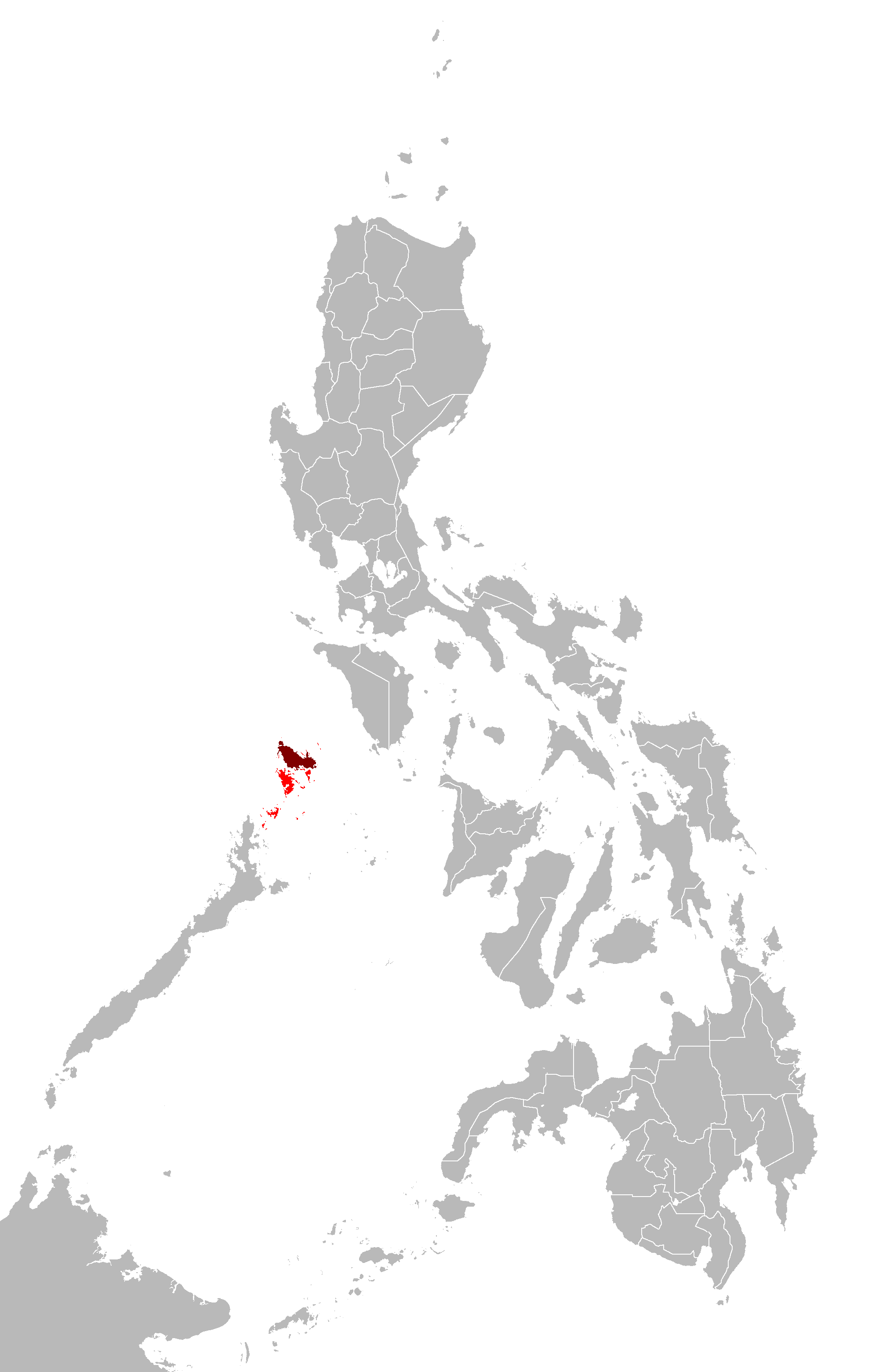

卡拉棉群島是菲律賓的群島，位於巴拉望島以北，由128座島嶼組成，由巴拉望省負責管轄，面積1,753平方公里，主要島嶼有布桑加島、科隆島等，2007年人口約88,000。
中国宋代古籍《诸番志》称为加麻延。